# Johannes Mangon
Johannes Mangon (* um 1525 wahrscheinlich in Lüttich; † 1578 in Aachen) war ein franko-flämischer Komponist, Sänger und Kapellmeister der Renaissance.

## Leben und Wirken
Johannes Mangon bekam seine erste musikalische Ausbildung als duodenus an der Singschule (schola cantorum) der Gemeinde Saint Martin-en-Mont in Lüttich, deshalb wird angenommen, dass er in dieser Stadt auch geboren wurde. An dieser Schule hat er nach seinem Stimmbruch die Studien fortgesetzt; möglicherweise war er dort auch Schüler von Jean de Latre. An der dortigen Kirche wirkte er von 1562 bis 1570 als Succentor. Während dieser Zeit hat er möglicherweise schon zeitweise den Domchor in Aachen geleitet, weil die Abschrift seiner Messe „Ne ascondas me“ im Chorbuch I mit Sicherheit vor dem 31. Oktober 1567 angefertigt wurde. Belegt ist seine Tätigkeit als Leiter dieses Chors von 1572 bis 1577. In den Rechnungslisten des Aachener Domkapitels wird sein Name ab 1579 nicht mehr aufgeführt, deshalb wird angenommen, dass der Komponist 1578 verstorben ist, als in Aachen eine massive Pestepidemie grassierte, der tausende von Bürgern zum Opfer gefallen sind. Er wurde zusammen mit diesen in einem der angelegten Massengräber in der Nähe des heutigen Münsterplatzes beigesetzt.

## Bedeutung
Die überlieferten Werke von Johannes Mangon sind in drei Chorbüchern des Aachener Doms enthalten und bestehen ausschließlich aus geistlicher Vokalmusik. Die meisten der 19 Messen sind Parodiemessen nach Vorlagen von Jacobus Clemens non Papa, Pierre Sandrin, Thomas Crécquillon und Orlando di Lasso. Das in den Sammlungen ebenfalls enthaltene Requiem zeigt stilistisch eine große Nähe zur deutschen Tradition. Von größerer Bedeutung innerhalb seines Gesamtwerks sind die 45 Motetten. Der Komponist lässt hier sein besonderes Interesse an der Melodiegestaltung und an der Intensität des Ausdrucks deutlich werden, achtet aber dennoch auf die Stabilität der Form und die Klarheit des Kontrapunkts. Der Einfluss von Orlando di Lasso ist unverkennbar, aber auch das Vorbild der Motetten von Clemens non Papa kommt zur Geltung. Die erwähnten Chorbücher enthalten außer seinen eigenen Werken auch die von anderen Komponisten seiner Zeit, so von Clemens non Papa, Johannes de Cleve, Orlando di Lasso und Franciscus de Rivulo.
Im 19. Jahrhundert war es der spätere Aachener Domkapellmeister Heinrich Böckeler, der das Gesamtwerk Johannes Mangons, das in enger Anlehnung an den Festkalender des Aachener Doms entstanden ist, aufgegriffen hat und sich bemüht hat, es neu zu interpretieren (Ausgabe der Missa in summis festis, erschienen Aachen 1862). Prälat und Domkapellmeister Rudolf Pohl hat dann 1959 eine musikwissenschaftliche Arbeit über Mangons Chorwerke verfasst, anschließend Neuauflagen erarbeitet, kommentiert und herausgegeben (erschienen 1998–2000) sowie Aufführungen und Einspielungen in die Wege geleitet.

## Werke
- Messen
  - Missa A demy mort zu vier Stimmen
  - Missa Come la rose zu vier Stimmen
  - Missa Doulce memoire zu vier Stimmen
  - Missa En attendant secours zu vier Stimmen
  - Missa Helas prenez pitie zu vier Stimmen
  - Missa Hier au matin my levay zu vier Stimmen
  - Missa Jay veu le cerf du bois saillir zu vier Stimmen
  - Missa Or combien est zu vier Stimmen
  - Missa Susanne un jour zu vier Stimmen
  - Missa Susanne un jour zu fünf Stimmen
  - Missa Got is myn licht zu vier Stimmen
  - Missa Caecilia virgo zu vier Stimmen
  - Missa Ne abscondas me Domine zu vier Stimmen
  - Missa Virgines prudentes zu vier Stimmen
  - Missa De Domina zu vier Stimmen (I)
  - Missa De Domina zu vier Stimmen (II)
  - Missa De Domina zu vier Stimmen (III)
  - Missa In summis festis zu vier Stimmen
  - Missa Defunctorum (Requiem) zu vier Stimmen

- Motetten
  - Assumpta est Maria zu vier Stimmen
  - Ave Maria zu vier Stimmen
  - Beatus vir zu vier Stimmen
  - Congratulamini zu vier Stimmen
  - Corde et animo zu vier Stimmen
  - Cum iucunditate zu vier Stimmen
  - Domine non secundum peccata zu vier Stimmen
  - Dum deambularet zu vier Stimmen
  - Dumque venerandus est zu vier Stimmen
  - Ecce ego mitto vos zu vier Stimmen
  - Ecce virgo concipiet zu vier Stimmen
  - Ecce virum zu vier Stimmen
  - Ego sum panis zu vier Stimmen
  - Emendemus zu vier Stimmen
  - Exsurgens autem Maria zu vier Stimmen
  - Fuerunt sine querela zu vier Stimmen
  - Fulget dies hodierna zu vier Stimmen
  - Gaudent in coelis zu vier Stimmen
  - Genitori genitoque zu vier Stimmen
  - Iam non dicam vos servos zu vier Stimmen
  - In craticula te Deum zu fünf Stimmen
  - Iste est Johannes zu fünf Stimmen
  - Iste est qui ante Deum zu vier Stimmen
  - Ite in orbem zu vier Stimmen
  - Laudate pueri zu vier Stimmen
  - Leva Jerusalem zu vier Stimmen
  - Maria Jesse virgula zu vier Stimmen
  - Nativitas est hodie zu vier Stimmen
  - O crux benedicta zu vier Stimmen
  - O Gregori zu vier Stimmen
  - O sacrum convivium zu vier Stimmen
  - O spes afflictis zu vier Stimmen (I)
  - O spes afflictis zu vier Stimmen (II)
  - Pacem tuam zu vier Stimmen
  - Reges Tharsis zu vier Stimmen
  - Salus populi zu vier Stimmen
  - Sancta et individua Trinitas zu vier Stimmen
  - Soror Marthae Maria zu vier Stimmen
  - Surge Petre zu vier Stimmen
  - Tanto tempore vobiscum zu vier Stimmen
  - Tribularer zu vier Stimmen
  - Veni sponsa Christi zu vier Stimmen
  - Veterem hominem renovans zu vier Stimmen
  - Vidimus stellam zu vier Stimmen
  - Vigila super nos zu vier Stimmen

- Antiphon-Kompositionen (summarisch), alle zu vier Stimmen
  - 6 Regina coeli
  - 8 Salve Regina
- Hymnus, alle zu vier Stimmen
  - Ad coenam agni providi
  - A solis ortus cardine
  - Assunt festa iubile
  - Ave maris stella
  - Christe cunctorum dominator
  - Crudelis Herodes
  - Dignas laudes
  - En miranda prodigia
  - Festum nunc celebre
  - Gaude plebs lauda
  - Gaude visceribus mater
  - Gloria laus
  - Hymnum canamus gratiae
  - Iam sol recedit igneus
  - O Dei sapientia
  - Omnes superni ordines
  - Pange lingus gloriosi
  - Ut queant laxis
  - Veni creator spiritus
  - Veni redemptor gentium
- Weitere Offiziumskompositionen, alle zu vier Stimmen (summarisch)
  - 5 Magnificats
  - 2 Motetten über Texte aus der Passion: Passio Domini nostri Jesu Christi und Passio Domini nostri Jesu Christi secundum Matthaeum
  - Kyrie Paschale